# Асоційований професор
Асоційований професор (частково як доцент[джерело?]) — це академічне вчене звання, яке має два основні значення: у системі Північної Америки та в системі Співдружності.
Використовується в системі вищої освіти для означення певного рівня академічного звання. Зазвичай це є проміжним рівнем між асистентом професором і повним професором. Асоційований професор має вже отримане докторське (або еквівалентне) звання та має відповідний досвід у викладанні, дослідженні та академічній діяльності.
Зазвичай асоційований професор має можливість вести власний дослідницький напрямок та отримувати гранти для проведення досліджень. Йому також може бути надана можливість викладання студентам на різних рівнях, але це може варіюватися в залежності від університету та країни.

## Огляд
У північноамериканській системі, яка використовується в Сполучених Штатах і багатьох інших країнах це посада між асистентом професора і повним професором. У цій системі звання доцента зазвичай є першим підвищенням, отриманим після отримання посади викладача, а в Сполучених Штатах воно зазвичай пов'язане з перебуванням на посаді.
У системі Співдружності (включно з Канадою) титул доцента традиційно використовується замість читача в деяких країнах. Як і звання читача, воно є вищим за звання старшого викладача — що відповідає асоційованому професору в північноамериканській системі — і загалом еквівалентно північноамериканському повному професору, оскільки звання повного професора має набагато менше людей у системі Співдружності. У цій системі звання доцента як правило, є другим або третім підвищенням після отримання наукової посади, і той, хто отримав звання доцента як правило був постійним співробітником уже в своїх двох попередніх рангах як викладач і старший викладач. Традиційно британські університети використовували звання читача, тоді як доцент замість читача традиційно використовується в Австралії та Новій Зеландії, Південній Африці, Бангладеш, Індії, Малайзії та Ірландії в рамках британської системи рангів. Нещодавно Кембриджський університет прийняв північноамериканську систему рангів.